# 凱伊拉河
凱伊拉河是愛沙尼亞的河流，位於該國北部，河道全長107公里，流域面積682平方公里，平均流量每秒6.4立方米，最終注入波羅的海芬蘭灣，河畔城鎮有凱伊拉，有凱伊拉瀑布於河上。

## 图集

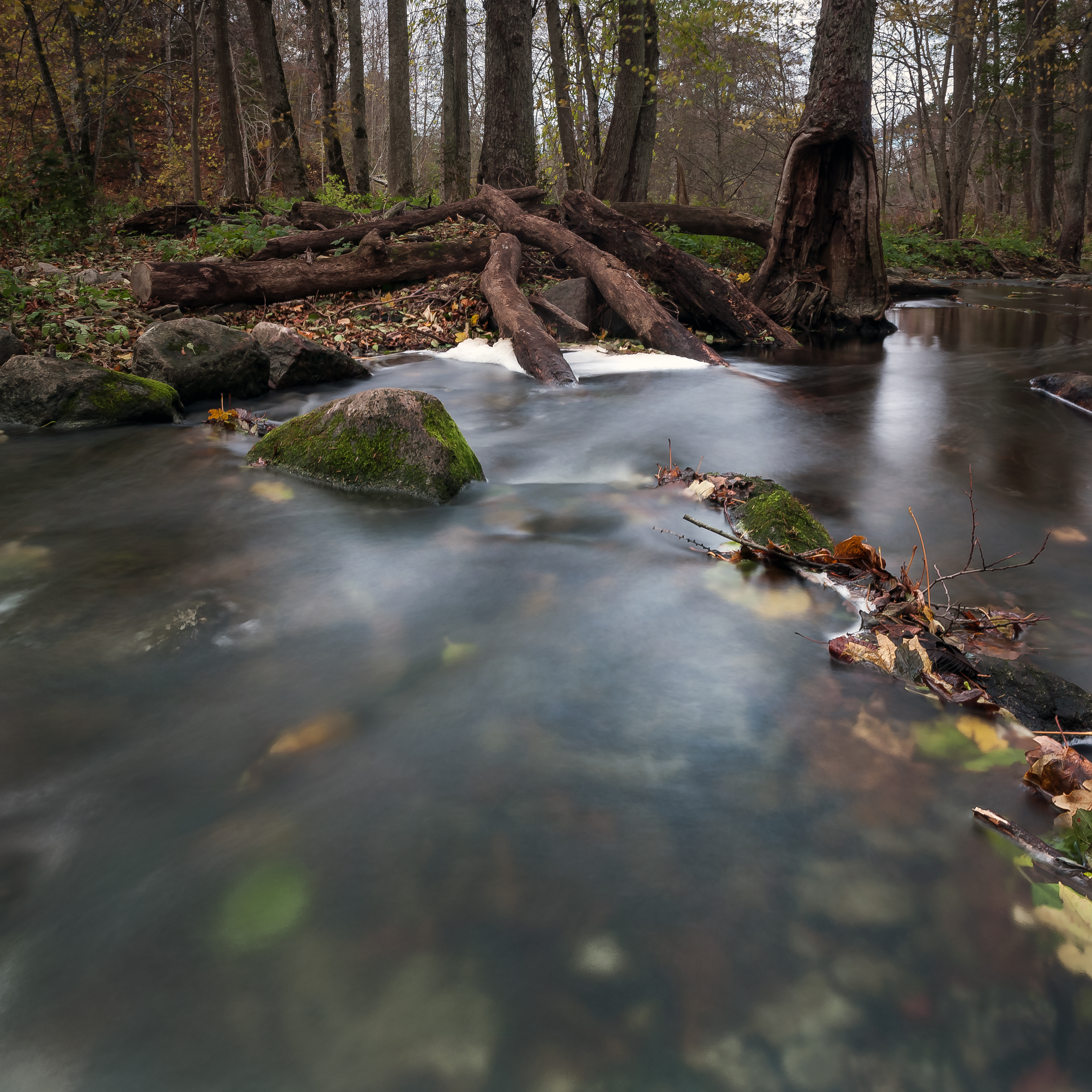
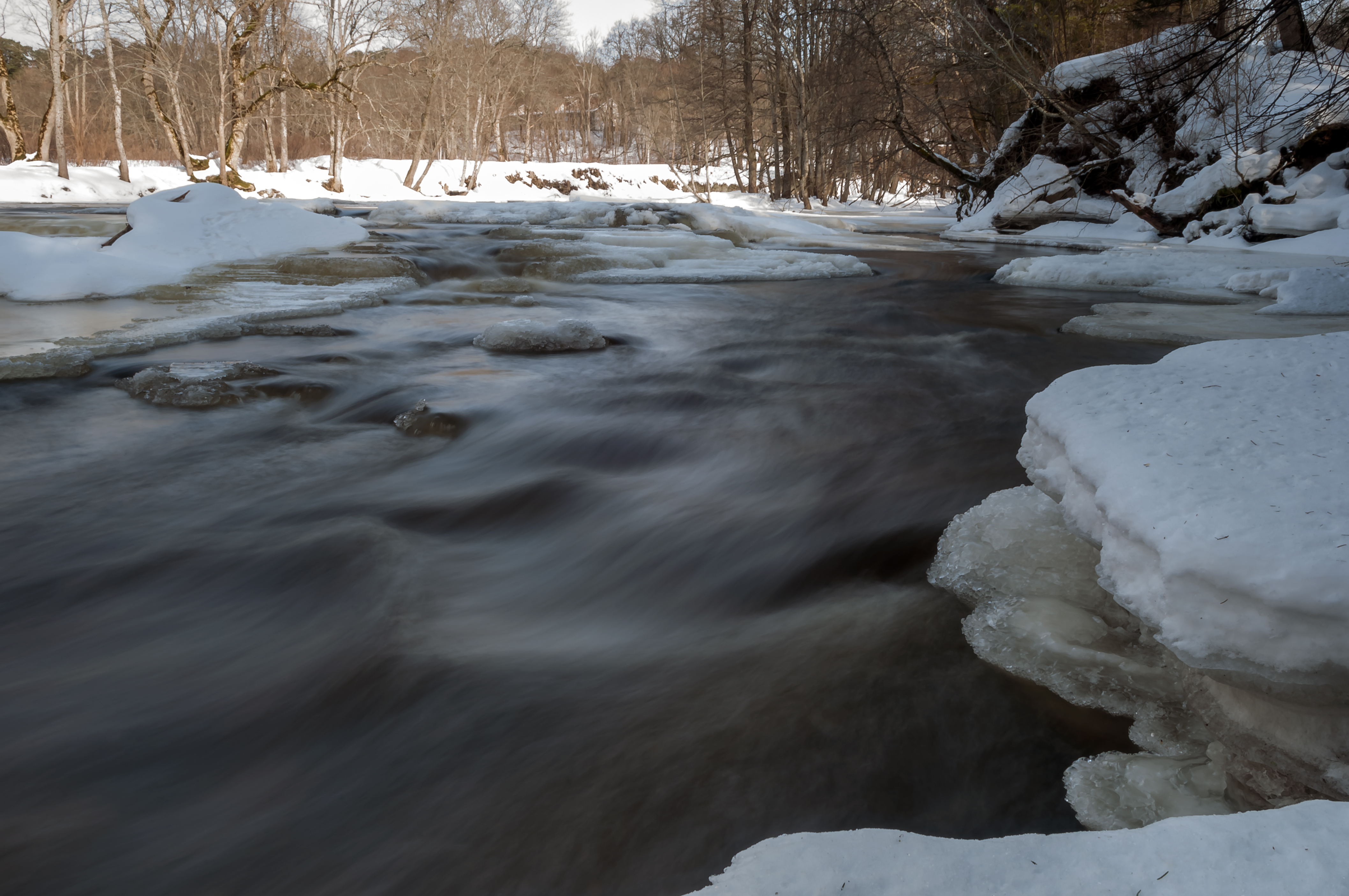
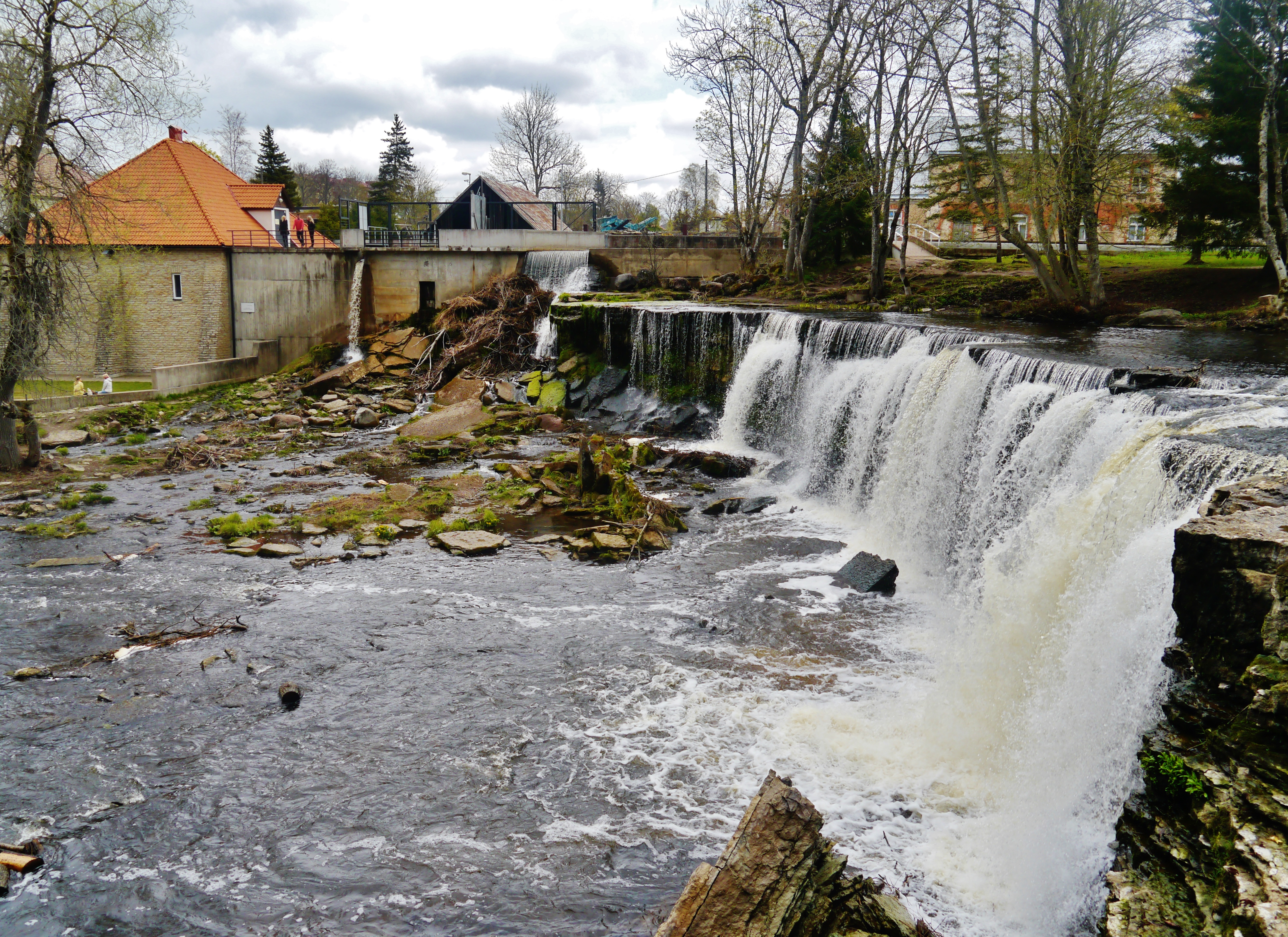
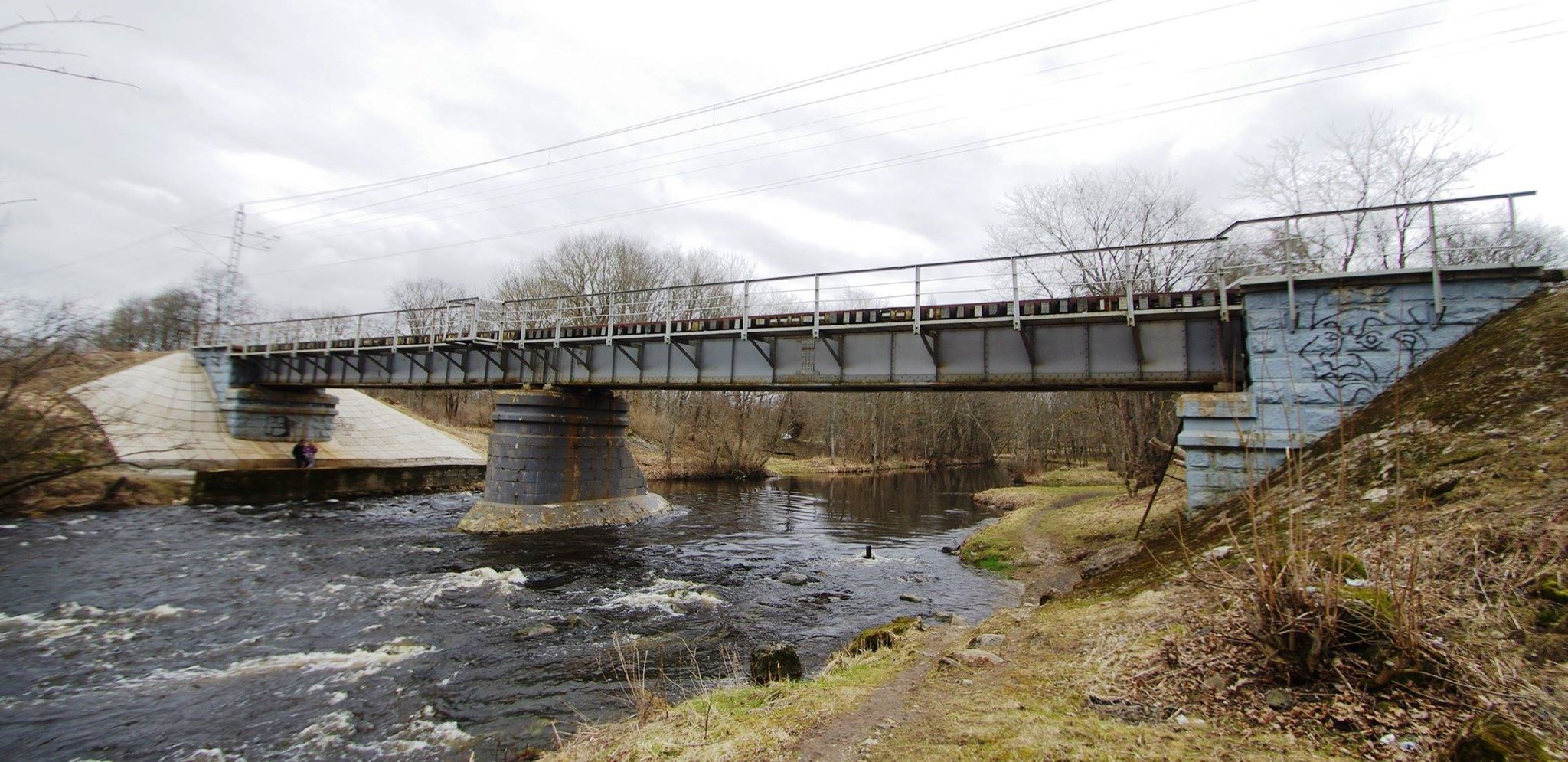
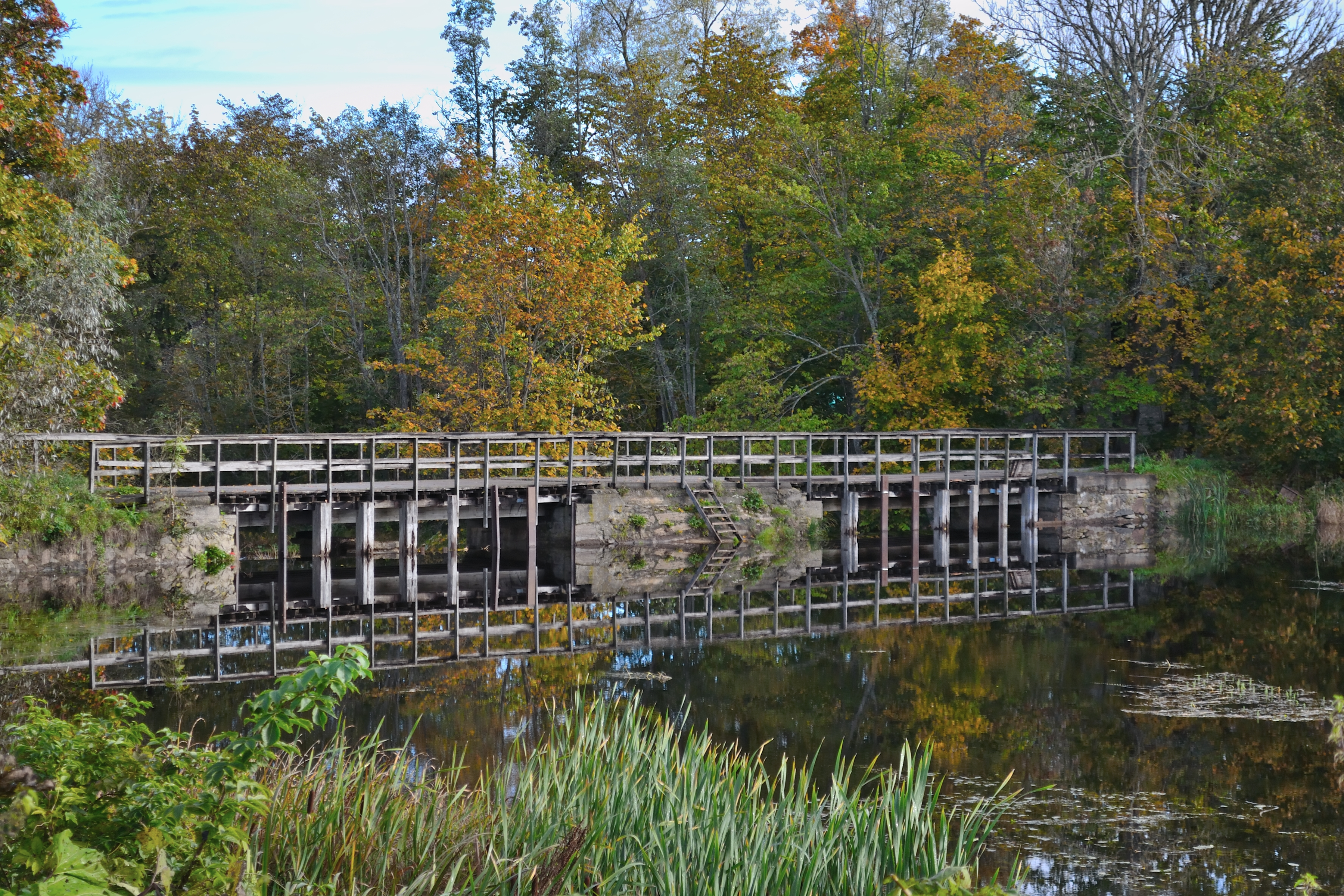